# Gudrun Eriksen
Gudrun Eriksen (21. maj 1894 i Roskilde – 22. februar 1967) var en dansk lærer og børnebogsforfatter.
Gudrun Eriksen havde en stor andel i, at børnebogstrilogien om Tudemarie blev skrevet og udgivet. Gudrun Eriksen, der var lærer på Sankt Josefs Skole i Roskilde, mødte og blev veninde med Maria Andersen, der var økonoma på Skt. Maria Hospital i Roskilde. Gudrun Eriksen opfordrede Maria Andersen til at få omskrevet sine barndomserindringer til børnebogsformat og til at indsende første bind til en pigebogskonkurrence i 1938. Maria Andersen døde i 1941, og Gudrun Eriksen færdigskrev derfor tredje bind, Hvad der videre hændte Tudemarie.
Gudrun Eriksen skrev efterfølgende selv to børnebogsserier: Nyboder-bøgerne i tre bind og om Kommandantens Børn i to bind. Begge serier foregår i København. Nyboderserien i 1830'erne og Kommandantens Børn i 1850'erne. Bøgerne er baseret på skolebøger fra Frederik 6.' tid og på Eriksens egne samt på hendes forældres og bedsteforældres erindringer.
Med den første bog i Nyboderserien, Ungerne i Bjørnegade 5, vandt hun i 1944 Forlaget Haagerups konkurrence om den bedste pigebog. 
Det kan ikke afgøres, hvor stor en rolle Gudrun Eriksen har spillet i skriveprocessen med bøgerne om Tudemarie. Blot kan det konstateres, at der er store ligheder i fortællestilen i Tudemariebøgerne og i Gudrun Eriksens egne bøger.
Gudrun Eriksen var meget interesseret i lokalhistorie og var i perioden 1950-1967 medlem af foreningen for Roskilde Museum; i perioden 1954-1967 som protokolfører.

## Fodnoter
1. ↑  Forord til særudstillingen 75 års mangfoldighed, s. 36 (Webside ikke længere tilgængelig)
2. ↑  g.dk din boghandler på nettet
3. ↑  Dansk Kvindebiografisk Leksikon: "Maria Andersen"
4. ↑  Bestyrelsesmedlemmer gennem årene, s. 196 (Webside ikke længere tilgængelig)